# Jure Košir
Jure Košir (n. 24 aprilie 1972, Jesenice, Republica Socialistă Slovenia, RSF Iugoslavia) este un schior alpin ce a reprezentat Slovenia, medaliat olimpic. A participat la 4 ediții ale Jocurilor Olimpice (1992, 1994, 1998, 2002) în care a câștigat o medalie de bronz.